# Dirk Vogel (Basketballspieler)
Dirk Vogel (* 1969) ist ein deutscher ehemaliger Basketballspieler. Der 1,90 Meter große Aufbau- und Flügelspieler spielte während seiner Karriere für Steiner Bayreuth in der Basketball-Bundesliga.

## Laufbahn
Vogel gewann in der Saison 1988/89 mit Steiner Bayreuth die deutsche Meisterschaft sowie den DBB-Pokal. 1989/90 spielte er für den 1. FC Baunach in der 2. Basketball-Bundesliga und kehrte 1990 nach Bayreuth zurück. Er spielte dort bis 1996.
Nach dem Ende seiner Leistungssportkarriere spielte er im Amateur- und Altherrenbereich weiterhin Basketball, beim BBC Bayreuth engagierte er sich im Vorstand, beruflich wurde er für das Unternehmen Medi tätig.